# 傑夫·亞斯
傑弗瑞·S·亞斯（英語：Jeffrey S. Yass，1956年—）是一名美國億萬富翁商人。根據《彭博億萬富翁指數》的估計，亞斯在截至2025年8月的淨資產為620億美元。亞斯是賓州最富有的人。
他是費城交易和技術公司海納國際集團（SIG）的聯合創始人和董事總經理，也是TikTok的主要投資者。2001年，他加入加圖研究所的執行顧問委員會。
截至2024年3月，他是2024年美國大選週期最大的捐贈者，向共和黨團體和競選活動捐贈了4,600萬美元，主要用於唐納德·川普的競爭對手。2024年3月亞斯和川普會面後，川普從支持禁止TikTok到反對禁止TikTok。與此同時，亞斯的SIG購買了川普公司Truth Social的大量股份，在川普面臨巨額法律費用的時候為他提供大量資金。
根據以色列《國土報》報道，他是以色列右翼智庫的主要支持者。

## 早年生活
亞斯成長於紐約皇后區的一個中產階級猶太家庭。他是傑拉爾德·亞斯（Gerald Yass）和他的西比爾·亞斯（Sybil Yass）的兒子，西比爾參加了傑拉爾德的成年禮。傑拉爾德還有一個姊妺卡羅爾（Carole）。1951年，傑拉爾德從長島大學布魯克林分校畢業，獲得理學學士學位，之後擔任會計師，並晉升為Datatab公司董事長。後來，他共同創辦了費城貿易公司（Philadelphia Trading），該公司後來成為SIG。截至2018年，他仍在SIG工作，擔任高級主管和顧問。
亞斯在皇后區的公立學校接受教育。他獲得賓漢姆頓大學數學和經濟學學士學位。他在紐約大學攻讀經濟學研究生，但沒有畢業。

## 職業生涯
1970年代，在賓漢頓大學就讀期間，亞斯與五位同學成為好友，後來共同創立美國最大的流動股票交易商——海納國際集團（SIG）。
億萬富翁交易員伊斯雷爾·英格蘭德贊助亞斯獲得費城證券交易所的席位，SIG最初就是在交易所的一間辦公室裡運作的。他的父親傑拉爾德·亞斯也參與了公司的創建。在此之前，傑夫·亞斯是一名職業賭徒。

## 政治活動
2002年，亞斯成為自由主義者加圖研究所董事會成員，現在是執行顧問委員會成員。2015年，亞斯向支持蘭德·保羅競選總統的超級政治行動委員會捐贈了230萬美元。2018年，他向成長俱樂部捐贈了380萬美元，2020年捐贈了2,070萬美元。
亞斯和他的妻子珍妮·科斯萊特（Janine Coslett）是擇校的公開支持者，科斯萊特曾在2017年為《華盛頓檢查者報》撰寫了一篇評論文章，支持當時即將上任的教育部長贝琪·德沃斯的擇校觀點。
據報道，亞斯在2020年11月捐贈了2,530萬美元，全部捐給共和黨候選人，是美國十大政治捐贈者之一。
2021年3月，《國土報》的一項調查稱，傑夫·亞斯和亞瑟·丹奇克是以色列科赫勒特政策論壇大部分捐款的幕後黑手。
2021年11月，他向學校自由基金（School Freedom Fund）捐贈了500萬美元，該PAC為2022年全國大選週期的共和黨候選人投放廣告。
2022年6月，ProPublica聲稱亞斯「避稅10億美元」，並「將資金投入到減稅和支持選舉否認者的運動中」。
2023年9月，根據《華爾街日報》報道，TikTok母公司字節跳動的投資者亞斯是反對限制TikTok的美國政客的主要捐助者。

## 榮譽
2001年，亞斯以76位「革命思想家」之一登上《費城》雜誌。
根據《The Intercept》雜誌報道，截至2023年，他是賓州最富有的人。

## 個人生活
亞斯的妻子是珍妮·科斯萊特（Janine Coslett）。他們在賓夕法尼亞州下梅里恩鎮的哈弗福德居住了數年 They have four children, two sons and two daughters.。
2001年12月，九一一襲擊事件發生後，他宣布向紐約與紐澤西港務局為援助受害者而設立的慈善基金捐款。他曾為救助兒童會、高爾夫精神基金會人民緊急救援中心家庭第一（Families First）大樓以及富蘭克林研究所的富蘭克林家庭歡樂節委員會（Franklin Family Funfest Committee）提供支持。

## 公益事業
傑夫·亞斯和珍妮·亞斯為教育改革做出了貢獻，其中包括在COVID-19大流行期間發起的亞斯可持續、變革、傑出和無許可教育獎（Yass Prize for Sustainable , Transformational, Outstanding, and Permissionless, STOP）。該倡議旨在表彰和支持創新的非傳統教育模式。2022年，亞斯獎頒發2,000多萬美元的獎金，其中包括亞利桑那州自閉症特許學校因其個性化學習計劃而獲得的100萬美元大獎。

## 延伸閱讀
- Schwager, Jack D. . 13 pages: Wiley; New Ed edition. 1995. ISBN 0-471-13236-5.